# 英華
英華（えいか、インホワ、満洲語: ᡞᠩ ᡥᡡᠸᠠ　転写：ing-hūwa）は、清末民初のジャーナリスト・教育家。字は斂之、号は安蹇。子に教育者・英語学者の英千里と映画女優の英茵がいる。俳優・翻訳家の英若誠は孫（英千里の息子）。

## 事績
満洲正紅旗人で、北京に生まれる。幼いころから儒教教育を受け儒教の経典に通じていたが、明末にキリスト教に改宗した学者の本を読みキリスト教に興味を持つようになる。22歳の時にカトリックに入信した。そしてついに、儒教すなわち中国の文化とキリスト教すなわち西洋の文化は互いに補い合うものだとの確信をもつに至る。それよりカトリックは英家の伝統となり、子の英千里は民国初めのカトリック教会の在俗の指導者となった。なお英華自身は、儒教・キリスト教だけでなく、仏教・道教・イスラム教等も研究していた。
1898年（光緒24年）から1900年（光緒26年）まで、英華は広州湾駐屯のフランス軍や天津におけるフランス国の教会、雲南省の蒙自県庁において文案（文書記録係）を務めた。1901年（光緒27年）、英華は天津に戻って、翌年に『大公報』を創刊、後に主筆も務めている。1912年（民国元年）、英華は『大公報』主筆を辞して北京の香山に隠居したが、以後は教育者として活動する。例えば私立静宜女学や輔仁社を創設して、若いカトリック教徒に学業を受けさせた。
その後、輔仁社創設の際の協力者である馬相伯（馬良）とともに、カトリック教徒のための大学創設運動を展開していく。ついに1925年（民国14年）秋に、輔仁社を改組する形で北京公教大学附属輔仁社（1927年より私立北京輔仁大学）が北京に創設された。1926年（民国15年）1月10日、北京市にて61歳で病没。著書に『萬松野人言善』、『勧学罪言』などがある。

## 注
1. 1 2 3  徐主編（2007）、839頁。